# گوژپشت (فیلم ۱۹۹۷)
«گوژپشت» (انگلیسی: The Hunchback) یک فیلم است که سال ۱۹۹۷ منتشر شد. از بازیگران آن می‌توان به سلما هایک، مندی پتینکین، ریچارد هریس، نایجل تری، و جیم دیل اشاره کرد.